# Gotlands runinskrifter 134
Runinskrift G 134 är en av två eller tre bild- och runstenar från Sjonhem i Sjonhems socken på Gotland. Den har liksom G 135 ingått i Sjonhemsmonumentet och förvaras nu i Gotlands fornsal.

## Stenen
Stenen med svamplik form är skapad på 1000-talet och den har fått en välarbetad ornamentik som går i Gotländsk runstensstil. Texten handlar om Rodfos som under ett besök i Valakiet, en plats belägen mellan Pireus och Berezanj, blev försåtligt dräpt av valaker, alla oåtkomliga för den gotländska ättens hämnd. Hans öde skildras i den översatta runtexten som följer nedan:

## Inskriften
Translitterering av runraden:
roþuisl : auk : roþalf : þau : litu : raisa : staina : eftir : sy-... ... þria : þina : eftir : roþfos : han : siku : blakumen : i : utfaru kuþ : hielbin : sial : roþfoaʀ kuþ : suiki : þa : aʀ : han : suiu :
Normalisering till runsvenska:
Hroðvisl ok Hroðælfʀ þau letu ræisa stæina æftiʀ sy[ni sina] þria. Þenna æftiʀ Hroðfos. Hann sviku blakumenn i utfaru. Guð hialpin sial Hroðfosaʀ. Guð sviki þa, eʀ hann sviku.
Översättning till nusvenska:
Rodvisl och Rodälv de läto resa stenarna efter sina tre söner. Denna sten efter Rodfos. Honom sveko valacker, då han var 'i utfär'. Gud hjälpe Rodfos själ. Gud svike dem, som honom sveko.
Text om andra sonen fortsätter på G 135.